# Radio SRF Musikwelle
Radio SRF Musikwelle (ehemals DRS Musikwelle) ist ein Radioprogramm von Schweizer Radio und Fernsehen (SRF), das leichte Unterhaltungsmusik ausstrahlt. Von diversen Spartensendungen abgesehen ist das Programm sehr heterogen und reicht von deutschen und volkstümlichen Schlagern über Chansons und Canzoni, mehrsprachige Evergreens, Instrumentaltitel, Musicals und Operetten bis hin zur alpenländischen Volksmusik. Seit Mai 2012 wird nun ein moderiertes Tagesprogramm von 6 Uhr morgens bis 7 Uhr abends gesendet, zuvor wurden nur wenige Sendungen moderiert. Zum Teil wird das Programm von Radio SRF 1 übernommen. Seit dem 16. Dezember 2012 heisst der Sender nach weitreichenden Umstrukturierungen der Programmangebote der SRG SSR Radio SRF Musikwelle. Der Programmauftrag wird formal privatrechtlich von einem Verein unter einer Konzession des Bundes (Service public) erbracht. Zur Sonderstellung, die einem öffentlich-rechtlichen Programmauftrag entspricht, siehe SRG SSR#Die Gesellschaft.

## Geschichte

Logo der DRS Musikwelle bis Ende 2012

Logo bis 2020

Das Pendant aus der Romandie, die Option Musique, weist eine ähnliche Geschichte auf: Beide Sender lösten auf ihrer Frequenz das erste Programm (DRS 1 / La Première) ab, senden seit ihrer Gründung Unterhaltungsmusik, und die Namen beider Sender weisen auf die Mittelwelle hin (Mittelwelle → Musikwelle, onde moyenne → Option Musique).
Die DRS Musikwelle ging am 1. Oktober 1996 offiziell auf Sendung. Bis 2007 hiess das Programm DRS Musigwälle. Es wurde über den Mittelwellensender Beromünster auf der Frequenz 531 kHz übertragen und erhielt deshalb auch die Bezeichnung Musigwälle 531. Das Signal konnte bis in weite Teile Süddeutschlands empfangen werden. Am 29. Dezember 2008 stellten Swisscom Broadcast und der Kanton Luzern den Sender aus Sicherheitsgründen ab. Die Änderung des Namens liegt darin mitbegründet.
In Stereo kann das Programm in der Schweiz über Kabel, in der Deutschschweiz und dem Kanton Tessin über DAB (Kanäle 12A, 12C oder 12D) sowie europaweit über den Satelliten Eutelsat im DVB-Modus und über das Internet empfangen werden.